# Virányi Elemér
Virányi Elemér Sándor (Arad, 1897. október 30. – Budapest, 1945. január 25.) magyar műfordító, középiskolai tanár.

## Életpályája
1907-től az aradi főreálban kezdte középiskolai tanulmányait. Osztályfőnöke, Elek Oszkár (1880–1945) irodalomtörténész volt.
1915-ben érettségizett. 1915. augusztus 16-án önként katonának jelentkezett. A császári és királyi 28-as tábori vadászzászlóaljba osztották be. 1918 őszén megkezdte egyetemi tanulmányait magyar-francia szakon – Elek Oszkár hatására – a budapesti Pázmány Péter Tudományegyetemen. 1919. január 30-án hadnagyként szerelt le. Ezután az Eötvös Kollégium lakója és tanulója lett. Gombocz Zoltán, Simonyi Zsigmond, Szinnyei József tanítványa volt; Szabó Dezsőre is nagy hatást gyakorolt.
1921. december 19-én a Magyar-Finn-Észt Ifjúsági Egyesület ifjúsági elnökének választották. 1923. februárjában Lengyelországon át Tartuba utazott, ahol a magyar nyelv és irodalom lektora lett. Itt Csekey Istvánnal dolgozott együtt. 1928-ban bekapcsolódott a Finnugor Közművelődési Kongresszus szervezésébe. 1928-ban visszatért Magyarországra. 1929-ben középiskolai tanári oklevelet szerzett. 1929-ben Szegeden, a Horthy Kollégium felügyelő tanára volt.
1933. június 19-én rendes tanárrá nevezték ki. 1933. július 9-én tette le véglegesített esküjét Szegeden. Kecskeméten, a helyi női kereskedelmi iskolában kapott helyettes tanári állást. 1934-ben az Észt Irodalmi Társaság tiszteletbeli tagja lett. 1935-től helyettes igazgató lett Firbás Oszkár igazgató mellett. 1936-ban a Szegedi Pedagógus Kör főtitkára, a Finn-ugor Kultúrbizottság Magyar osztályának titkára, az Országos Magyar Középiskolai Tanáregyesület választmányi tagja, a Magyar Pedagógiai Társaság kültagja és a Szeged város Törvényhatósága Iskolánkívüli Népművelési Bizottságának a szegedi Királyi Főigazgatóság által delegált tagja volt. 1936-ban áthelyezték a I. kerületi Cukor utcai Állami Werbőczy István Gimnáziumba, a Pázmány Péter Tudományegyetem gyakorló gimnáziumába. 1939-ben a Magyar-Észt Társaság alelnöke, a Turáni Társaság főtitkára, a TURÁN című folyóirat szerkesztője volt.
1942-ben a Gárdonyi Társaság tagja, valamint az Aradi Szövetség titkára lett.

## Családja
Szülei Virányi János és Stanek Mária voltak. 1931. január 12-én, Szegeden házasságot kötött Virágh Rózával. Gyermekük nem született, családi életükről többet nem lehet tudni.

## Művei
- Észt-magyar művelődéstörténelmi kapcsolatok (1931)
- Fejlődéstani szempontok az észt irodalomban (1931)
- Lápvirágok (1933)
- Végzet (1933)
- Nemzeti hagyományaink és az új magyar öntudat (1934)
- A finn és észt közoktatásügy szervezete (1935)
- Olasz-magyar szótár (1938, 1940)
- A Kalevala száz év távlatából (1940)
- A finnugor népek élettere (1941)
- Magyar-olasz - olasz-magyar szótár (1943)
- Magyar-olasz szótár (1956)

## Díjai
- az észt Vöröskereszt II. osztályának első fokozata (1934)
- a Fehér Rózsa Rend I. osztályú lovagkeresztje (1940)